# سالم حقوي
سالم علي حقوي مواليد 14 نوفمبر 1999 في ، السعودية، هو لاعب كرة قدم سعودي يلعب لنادي الوشم في الظهير الأيسر .

## مسيرة اللاعب
لعب في نادي الثقبة ونادي الوشم.